# Vanhornia leileri
Vanhornia leileri is een vliesvleugelig insect uit de familie van de Vanhorniidae. De wetenschappelijke naam van de soort is voor het eerst geldig gepubliceerd in 1976 door Hedqvist.